# Voice of an Angel
Voice of an Angel è il primo album in studio della cantante britannica Charlotte Church, pubblicato il 9 novembre 1998.

## Tracce
1. Pie Jesu – 3:29
2. Panis Angelicus – 4:13
3. In Trutina – 2:06
4. The Lord's Prayer – 2:56
5. Jerusalem – 2:17
6. Ave Maria – 4:14
7. Psalm 23 – 2:45
8. I Vow to Thee, My Country – 3:57
9. Danny Boy – 2:46
10. My Lagan Love – 3:16
11. Suo Gân – 3:15
12. A Lullaby – 3:00
13. Amazing Grace – 2:47
14. Y Gylfinir – 2:18
15. Tylluanod – 2:43
16. Mae Hiraeth Yn y Môr – 2:43
17. When at Night I Go to Sleep – 2:58

## Classifiche

### Classifiche settimanali
| Classifica (1998-99) | Posizione massima |
| -------------------- | ----------------- |
| Australia            | 22                |
| Belgio (Vallonia)    | 26                |
| Francia              | 49                |
| Germania             | 51                |
| Nuova Zelanda        | 33                |
| Paesi Bassi          | 15                |
| Regno Unito          | 4                 |
| Stati Uniti          | 28                |
| Svizzera             | 42                |

### Classifiche di fine anno
| Classifica (1998) | Posizione |
| ----------------- | --------- |
| Regno Unito       | 28        |
| Classifica (1999) | Posizione |
| Paesi Bassi       | 84        |
| Stati Uniti       | 128       |